# Ceresium promissum
Ceresium promissum là một loài bọ cánh cứng trong họ Cerambycidae.